# كاناداياغو (نيويورك)
كاناداياغو (بالإنجليزية: Canandaigua (town), New York)‏ هي بلدة أمريكية تقع في الولايات المتحدة في مقاطعة أونتاريو، نيويورك. يقدر عدد سكانها بـ 10,020 نسمة ومساحتها 161.9 كم2 وترتفع عن سطح البحر 304 متر.

## أعلام
- جون رينز
- توماس رينز